# Dennstein & Schwarz – Pro bono, was sonst!
Dennstein & Schwarz – Pro bono, was sonst! ist ein österreichischer Fernsehfilm der Filmreihe Dennstein & Schwarz aus dem Jahr 2019 von Michael Rowitz mit Martina Ebm und Maria Happel in den Hauptrollen. Die Erstausstrahlung der Anwaltskomödie im ORF erfolgte am 29. Dezember 2019. Es handelt sich um die Fortsetzung von Sterben macht Erben (2018). Im Ersten wurde der Film unter dem Titel Schuldenfalle erstmals am 26. Juni 2020 gezeigt.

## Handlung
Nachdem die beiden Anwältinnen Dr. Paula Dennstein und Dr. Therese Schwarz zuvor jeweils die Gegenseite vertreten haben, eröffnen sie nun eine Gemeinschaftskanzlei. Ihren ersten gemeinsamen Fall übernehmen sie pro bono. Willi Schultz ist ein alleinerziehender zweifacher Vater, dessen Lebensgefährtin Anna Maurer bei einem Verkehrsunfall ums Leben gekommen ist. Er hat Geldsorgen, nachdem er 20.000 Euro Stornogebühr an eine Fertigteilfirma für einen Hausbau bezahlen muss, der nicht zustande kam. Der Kaufvertrag wurde noch von seiner Frau unterschrieben. Paula erhebt gegen den Bescheid Einspruch und geht vor Gericht. Die Gegenseite sieht eine Teilschuld, Paula lehnt aber einen Vergleich ab. Sie vermutet, dass Schultz nicht der Einzige ist, der von der Fertigteilfirma Grün verklagt wurde. Paula findet in Herrn Keller einen weiteren Betroffenen, der jedoch nicht gegen die Firma aussagen möchte.
Privat droht die Ehe Paulas mit Felix zu scheitern, der eine Affäre mit der Ärztin Susanne Reiter hat. Therese Schwarz übernimmt die Vertretung von Paula Dennstein im Scheidungsfall. Familienoberhaupt Alexandra Dennstein möchte ihre ungeliebte Schwiegertochter endgültig loswerden und dabei über den Tisch ziehen. Das Familienvermögen ist eine Stiftung geparkt, Paula könnte allerdings Anspruch auf die Hälfte der Burg erheben, die ihrem Mann als Erstgeborenem alleine gehört. Felix Dennstein wurde zuvor beim Sex mit Susanne Reiter von einer Wildkamera gefilmt, das Material wird im Verfahren vorgelegt, die Schuldfrage ist damit eindeutig geklärt.
Währenddessen lernt Therese Schwarz Thomas Lange kennen, von dem sie zunächst hingerissen ist und mit ihm eine gemeinsame Nacht verbringt. Allerdings stellt sich heraus, dass Thomas der Firmenpartner von Dr. Xaver Biron, dem Anwalt von Alexandra Dennstein ist und er Felix Dennstein im Scheidungsverfahren vertritt und damit der gegnerischer Anwalt ist. Lange schlägt Alexandra Dennstein vor, die Burg mit einer Hypothek zu belasten, was einem Veräußerungsverbot gleichkäme. Während Lange eine Versöhnung zwischen Felix und Paula vorschlägt, versichert Therese Paula, dass kein Interessenskonflikt aufgrund ihrer Beziehung zu Thomas vorliegt. Ferdinand Dennstein gelingt es eine Annäherung seiner Eltern Paula und Felix durch gemeinsame Investitionen in sein Aufforstungsprojekt zu erreichen. Auf Betreiben von Alexandra Dennstein macht Susanne Reiter Felix einen Heiratsantrag, dieser lehnt allerdings ab und trennt sich daraufhin von ihr, zwischen Paula und Felix kommt es zu einer Aussöhnung. Thomas Lange gesteht Therese, dass er verheiratet ist, seine Ehe jedoch gescheitert ist und er sich scheiden lassen möchte.
Bei ihren Recherchen im Fall Schultz stößt Paula auf betrügerische Praktiken der Fertigteilfirma und des Maklers. Gegenüber dem Makler Toni Matt geben sich Paula und Therese bei einem Besichtigungstermin für ein Fertigteilhaus als Kaufinteressenten aus, Matt versucht sie zu einer Unterschrift trotz einer fehlenden Kreditzusage seitens der Bank zu drängen. Matt weist sie dabei jedoch nicht auf allfällige Stornogebühren hin. Vor Gericht zeigt Therese auf, wie Makler Matt Personen zum Hauskauf gedrängt hat. Paula beschuldigt die Fertigteilfirma, über die Stornogebührklagen die finanzielle schwierige Situation der Firma retten zu wollen. Die beiden Anwältinnen erreichen schließlich, dass Willi Schultz die Stornogebühr nicht bezahlen muss, nachdem der Kaufvertrag von dessen Lebensgefährtin Anna Maurer unterschrieben wurde. Im Grundbuch sind die gemeinsamen Töchter Lisa und Marie Schultz als Alleinerbinnen ihrer Mutter eingetragen, Anna Maurer war nicht mit dem Vater ihrer Kinder verheiratet. Die Klage hätte demnach formal an deren Kinder gerichtet werden müssen, die Frist war dafür aber zwischenzeitlich abgelaufen.
Im Scheidungsverfahren Felix und Paula Dennstein übernimmt Felix die Alleinschuld. Paula würde die Hälfte der Burg zustehen, die Immobilie ist jedoch mit einer Hypothek belastet, wegen der von Alexandra Dennstein unterstützten Investitionen in das Projekt von Ferdinand in die Aufforstung der Dennsteinschen Wälder. Paula verzichtet auf ihre Ansprüche, Felix und Paula trennen sich in gutem Einvernehmen.

## Produktion
Die Dreharbeiten fanden gemeinsam mit der dritten Folge Rufmord vom 26. August bis Ende Oktober 2019 in der Steiermark und in Wien statt. Drehorte waren unter anderem Altaussee, Lassing mit Burg Strechau, Bad Aussee, Rottenmann und Grundlsee und Graz.
Produziert wurde der Film von der österreichischen Film27, beteiligt waren der Österreichische Rundfunk und die ARD (Degeto Film), unterstützt wurde die Produktion von Cinestyria Filmcommission and Fonds sowie Film Commission Graz. Für den Ton zeichnete Walter Fiklocki verantwortlich, für die Kostüme Erika Navas, für das Szenenbild Rainer Zottele und für die Maske Martin Geisler.

## Rezeption

### Kritiken
Volker Bergmeister schrieb auf tittelbach.tv, dass die Reihe spannend-unterhaltsame Familien- und Erbschaftsgeschichten mit starker regionaler Verankerung und mal eindimensionalen, mal vielschichtigen Charakteren böte. Das Zusammenspiel von Maria Happel und Martina Ebm sei stimmig, die Dialoge pointiert. Während Schuldenfalle arg konventionell geraten sei, böte Rufmord Brisanz und mit Manuel Rubey als Politiker unter „Grapscher“-Verdacht eine schillernde Hauptfigur.
Hans Czerny meinte im Weser Kurier, dass die Folge Längen habe, insbesondere wenn es um recht knifflige Paragrafenhuberei und juristische Winkelzüge gehe und urteilte: „Alles in allem ein mühsames Gequirle bis zum Happyend“.
Heike Hupertz schrieb in der Frankfurter Allgemeinen Zeitung, dass sich die erfahrungsgesättigte Lebensschläue der Dennstein und die Ordnung und die klare Linie, die der Schwarz heilig sind, auf das schönste ergänzten. Das Resultat sei recht kurzweilig.

### Einschaltquote
Die Erstausstrahlung im ORF am 29. Dezember 2019 wurde von bis zu 740.000 und durchschnittlich 694.000 Sehern verfolgt, der Marktanteil lag bei 21 Prozent.
In Deutschland sahen den Film bei Erstausstrahlung im Ersten 3,02 Millionen Zuschauer, der Marktanteil lag bei 12,3 Prozent.